# Ludovic Auger
Ludovic Auger (* 17. Februar 1971 in Joigny) ist ein ehemaliger französischer Radrennfahrer.
Ludovic Auger begann seine Karriere 1994 bei dem französischen Radsportteam Aubervilliers '93. Seinen ersten Erfolg konnte er 1997 einfahren. Er gewann einen Tagesabschnitt bei dem polnischen Etappenrennen Course de la Solidarité Olympique. Im selben Jahr nahm er auch an der Tour de France teil. 1998 gewann er das Eintagesrennen Le Samyn. Im Jahr 2000 konnte er dann noch die Normandie-Rundfahrt und 2004 die Tour de la Manche inklusive einer Etappe für sich entscheiden. Für diese Mannschaft bestritt Auger dreimal die Tour de France, die er zweimal beendete.
2005 wechselte Auger zum französischen UCI ProTeam La Française des Jeux. Ende der Saison 2007 beendete er seine Karriere.

## Familiäres
Sein Bruder Guillaume Auger war ebenfalls Radprofi.

## Palmarès
1997
- eine Etappe Course de la Solidarité Olympique

1998
- Le Samyn

2000
- Normandie-Rundfahrt

2004
- eine Etappe und Gesamtwertung Tour de la Manche

## Teams
- 1994–2004 Aubervilliers '93 / BigMat-Auber 93 / Auber 93
- 2005–2007 La Française des Jeux